# Wolf (jeu vidéo)
Pour les articles homonymes, voir Wolf.
Wolf est un jeu vidéo de simulation de vie développé par Manley & Associates et édité par Sanctuary Woods, sorti en 1994 sur DOS.
Il a pour suite Lion ou même The tigre.

## Système de jeu
Wolf propose au joueur d'incarner un loup.

## Accueil
- Computer Gaming World : 4/5[1]
- PC Gamer : 88 %[2]